# Kabupaten Katingan
Kabupaten Katingan är ett kabupaten i Indonesien.   Det ligger i provinsen Kalimantan Tengah, i den västra delen av landet, 900 km nordost om huvudstaden Jakarta. Antalet invånare är 146 439.